# Torre dei Conoscenti

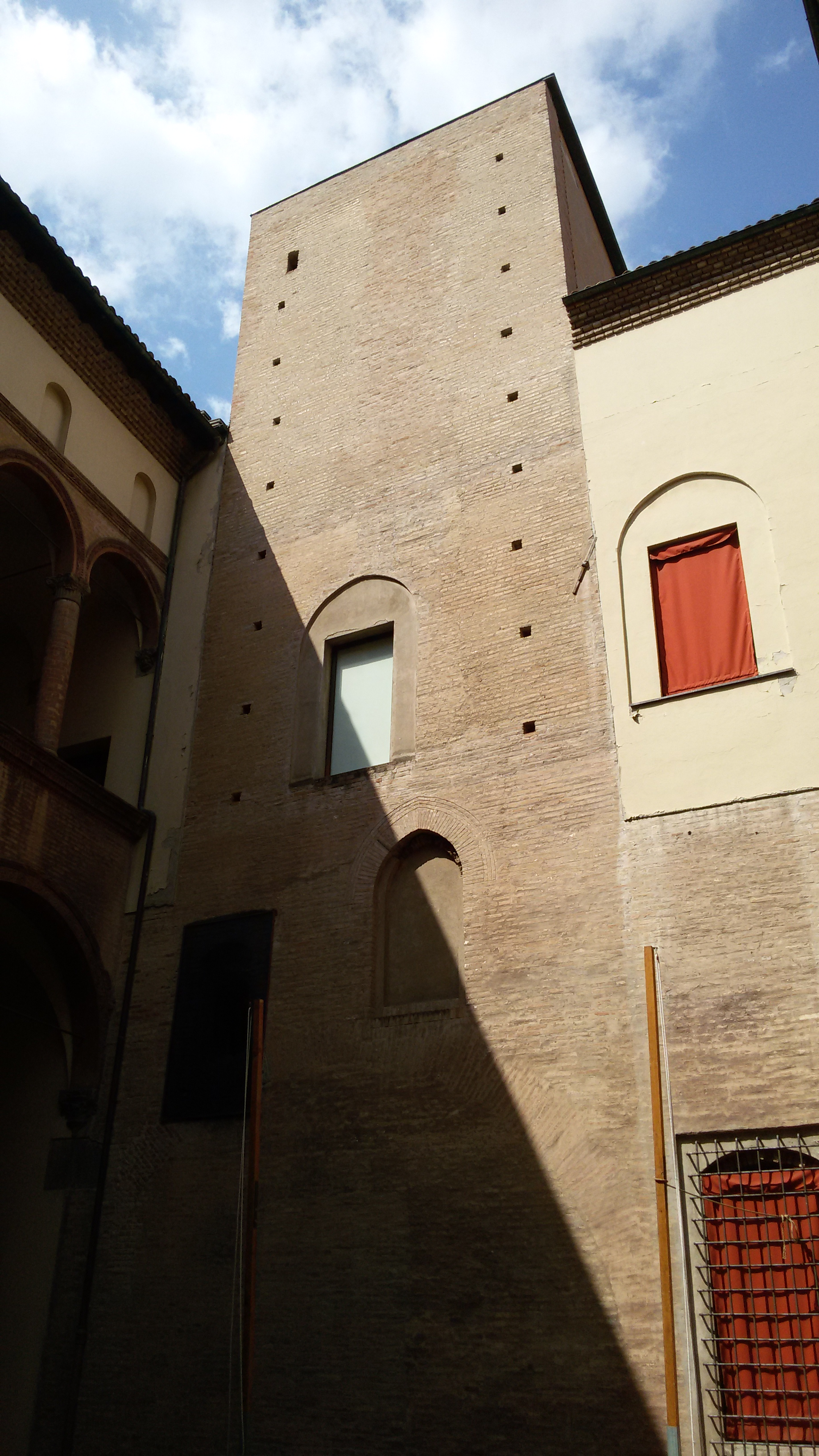
Die Torre dei Conoscenti vom Innenhof des Palazzo Ghisilardi Fava aus

Die Torre dei Conoscenti ist einer der etwa 20 Geschlechtertürme, die es noch im historischen Zentrum von Bologna in der italienischen Region Emilia-Romagna gibt.

## Beschreibung
Der Turm liegt im Inneren des Palazzo Ghisilardi-Fava in der Via Manzoni in der innersten Stadtmitte.
Seine Ausmaße (etwa 20 Meter hoch), ebenso wie die Dicke seiner Mauern entsprechen fast genau denen der Torre dei Catalani, wovon sich ableitet, dass es sich auch in diesem Falle um einen Wohnturm handelt, der somit für Wohnzwecke gebaut wurde. Er wurde vermutlich in der ersten Hälfte des 13. Jahrhunderts errichtet.
Die Besonderheit der Torre dei Conoscenti ist, dass sie nicht wie die anderen Türme und Wohntürme in Bologna auf einem eigenen Fundament und genau mit der Intention, besonders hoch zu werden, erbaut wurde, sondern auf ein bereits bestehendes Gebäude aufgesetzt wurde und an den ersten Mauerring zur Verteidigung der Stadt angelehnt ist, die aus Blöcken von Selenit errichtet wurde. Während der Restaurierungsarbeiten, die in den 1920er-Jahren durchgeführt wurden, brachte man in Verbindung mit dem Erdgeschoss des Wohnturms zwei bogenförmige, etwa zwei Meter breite  Öffnungen ans Licht, die vermutlich eine alte Schlupftür darstellten, einen zweiten Ausgang durch die Selenitmauer, die aus den ersten Jahrzehnten des 12. Jahrhunderts stammt. Als der zweite, weitere Mauerring gebaut worden war, verlor diese Einrichtung ihre ursprüngliche Funktion und Bedeutung und diente fürderhin als Basis für einen der vielen Türme, die in der Stadt gebaut wurden.

## Geschichte
Die Geschichte der Familie Conoscenti ist grundsätzlich nur mit einer Person verbunden, Alberto Conoscenti, der erst Kapitän der Miliz und dann Schatzmeister der Stadt Bologna war. Er sammelte große Reichtümer an (von denen er einen großen Teil für den Bau neuer Schutzmauern für die Stadt spendete) und ließ Anfang des 14. Jahrhunderts auf dem Gelände zwischen der heutigen Via Manzoni und der heutigen Porta di Castello seine Residenz erbauen, wo es seit langer Zeit die Schlupftür gab, auf der der Turm errichtet wurde (und vermutlich schon den Turm selbst).
Alberto Conoscenti starb ohne Erben und hinterließ seine Besitzungen der Stadt, die 1390 den Palast Astorre Manfredi, einem Herren aus Faenza und Verbündeten der Bologneser, schenkte. Später, nach dem Verrat von Manfredi im Jahre 1399 aber, fiel das Anwesen zurück an die Stadt, die es im Jahre 1400 schließlich der Familie Ghisilardi in dauerhafter Erbpacht überließ.
1505 erschütterte ein Erdbeben den Turm und sorgte dafür, dass Schutt auf das Bett von Bartolomeo Ghisilardi fiel, der in dem Turm sein Schlafgemach hatte unterbringen lassen. Es war kein echter Einsturz, war aber schlimm genug, dass der Besitzer einige Tage später an dem erlittenen Schreck starb.
In den folgenden Jahrhunderten geriet der Turm, der bis zur Spitze in angrenzende Gebäude integriert war, in Vergessenheit. Er wurde erst 1975 „wiederentdeckt“, als bei einer Restaurierung des Palastes die beiden oberen Geschosse des Westflügels abgerissen wurden und so der Turm „befreit“ wurde.
Heute kann man ihn vom Innenhof des Palazzo Ghisilardi Fava aus, in dem das Museo Civico Medievale (dt.: städtische Museum des Mittelalters) untergebracht ist, sehen.